# Wingdings
A Wingdings TrueType dingbat betűkép, mely megtalálható minden Microsoft Windows-ban, a 3.1.-től.
A betűtípust eredetileg 1990-ben a Type Solutions, Inc. fejlesztette, de most a copyright-ban a Microsoft szerepel. További Wingdings betűképeket készítettek Windings 2 és Windings 3 néven.

## Lásd még
- Betűképek listája

## Külső hivatkozások
- Dingbat - az angol nyelvű Wikipédia szócikke